# Mark Mylod
Mark Mylod (1965) è un regista e produttore televisivo britannico.

## Filmografia

### Cinema
- Ali G (Ali G Indahouse) (2002)
- The Big White (2005)
- (S)Ex List (What's Your Number?) (2011)
- The Menu (2022)

### Televisione
- Entourage – serie TV, 23 episodi (2006-2009)
- C'era una volta (Once Upon a Time) – serie TV, episodio 1x01 (2011)
- The Affair - Una relazione pericolosa (The Affair) – serie TV, episodio 1x01 (2014)
- Il Trono di Spade (Game of Thrones) – serie TV, 6 episodi (2015-2017)
- Shameless – serie TV, 12 episodi (2011-2018)
- Minority Report – serie TV, episodio 1x01 (2015)
- Succession – serie TV, 16 episodi (2018-2023)
- Storie incredibili (Amazing Stories) – serie TV, episodio 1x05 (2020)
- The Last of Us – serie TV, episodio 2x02 (2025)

## Riconoscimenti
- Premi Emmy
  - 2009 – Miglior serie commedia per Entourage
  - 2019 – Candidatura per la miglior serie drammatica per Succession
  - 2020 – Miglior serie drammatica per Succession
  - 2020 – Candidatura per la miglior regia di una serie drammatica per Succession (per l'episodio Non è il caso di piangere)
  - 2022 – Miglior serie drammatica per Succession
  - 2022 – Candidatura per la miglior regia di una serie drammatica per Succession (per l'episodio Un accordo segreto)
  - 2023 – Miglior serie drammatica per Succession
  - 2023 – Miglior regia di una serie drammatica per Succession (per l'episodio Le nozze di Connor)